# Biem jezik
Biem jezik (ISO 639-3: bmc; bam), austronezijski jezik u papuanovogvinejske provincije East Sepik kojim govori 2 200 ljudi (2000 popis) na otocima Viai, Blupblup, Kadovar i Bam pred istočom obalom otoka Wewak.
Podklasificiran je schoutenskoj podskupini manam, koju čini s jezicima kis [kis], manam [mva], medebur [mjm], sepa [spe] i wogeo [woc] 

## Vanjske poveznice
- Ethnologue (14th)
- Ethnologue (15th)